# Menno Huising
Menno Huising (8 aprile 2004) è un ciclista su strada e ciclocrossista olandese che corre per il Team Visma-Lease a Bike. È professionista dal 2025.

## Palmarès

### Strada
- 2022 (Juniores)

La Bernaudeau Junior
1ª tappa Gipuzkoa Klasika (Deba > Deba)
Classifica generale Gipuzkoa Klasika
3ª tappa Corsa della Pace Juniores (Teplice > Olbernhau)
4ª tappa Tour de DMZ (Cheorwon > Inje)
5ª tappa Tour de DMZ (Inje > Goseong)
- 2023 (Jumbo-Visma Development Team, una vittoria)

Flèche Ardennaise

#### Altri successi
- 2022 (Juniores)

Classifica scalatori Tour de DMZ
- 2023 (Jumbo-Visma Development Team)

Classifica scalatori Istrian Spring Trophy

## Piazzamenti

### Competizioni mondiali
- Campionati del mondo su strada

Wollongong 2022 - In linea Junior: 6º

### Competizioni continentali
- Campionati europei su strada

Trento 2021 - In linea Junior: 21º
Anadia 2022 - In linea Junior: 38º
Drenthe 2023 - In linea Under-23: 19º
- Campionati europei di ciclocross

Drenthe-Col du VAM 2021 - Junior: 5º